# Neoathyreus brazilensis
Neoathyreus brazilensis es una especie de coleóptero de la familia Geotrupidae.

## Distribución geográfica
Habita en Argentina y Brasil.